# Mașină de dejantat roți
O mașină de dejantat roți este un aparat folosit pentru demontarea și montarea anvelopelor pe roțile unor vehicule de diferite dimensiuni și greutăți. Odată ce ansamblul format din roată și pneu este înlăturat de pe osie, mașina de dejantat roți dispune de toate componentele necesare pentru demontarea și înlocuirea anvelopei de pe roată. Scopul unui astfel de aparat de dejantat roți este să ușureze operațiunile care altfel ar fi fost realizate cu ajutorul unui levier și folosind forța fizică a lucrătorului.
Mașina de dejantat roți este un aparat care face parte din dotarea obișnuită a unui atelier de întreținere și reparare a autovehiculelor și care realizează operațiuni de vulcanizare, echilibrare roți și reglarea geometriei direcției.

## Istoric
Odată cu dezvoltarea industriei auto, a apărut și nevoia schimbării rapide a unui număr mare de anvelope. Realizarea operațiunilor de demontare și montare a anvelopelor se efectua manual, ceea ce necesita efort din partea mecanicilor. Desprinderea talonului anvelopei de pe jantă se făcea prin lovirea pneului cu un ciocan. Apoi, anvelopa era scoasă de pe roată utilizând leviere și forță fizică.
Primele aparate folosite pentru dejantat anvelope concepute erau tot manuale. Un astfel de dispozitiv era folosit pentru a fixa roata, în timp ce un mecanic crea o pârghie cu ajutorul unui levier pentru scoaterea talonului anvelopei.

## Componente
Fiecare mașină de dejantat roți are o serie de componente uzuale, care se pot diferenția în funcție de model sau de marca producătorului:

#### Pedale
Un aparat de dejantat obișnuit va dispune de cel puțin două pedale de picior. Pedala din stânga este denumită pedala de control a clemelor. Această pedală cu 3 poziții este folosită pentru clemele care prind și fixează janta. Prin acționarea pedalei, o serie de pistoane pneumatice vor depărta sau apropia clemele simultan pentru a imobiliza janta pe platoul rotativ. Pedala cu 3 poziții din dreapta comandă mișcările platoului rotativ. La apăsarea pedalei, platoul se rotește în sensul acelor de ceasornic, iar la ridicarea acesteia, platoul se rotește în sens invers acelor de ceasornic.

#### Mecanism de montare/demontare
Mecanismul de montare/demontare este format dintr-o glisieră verticală, un braț oscilant și capul de montare/demontare. Capul de montare/demontare este o piesă din plastic sau metal care are o formă unică, potrivindu-se pe marginea jantei. Capul este piesa care realizează montarea și demontarea pneului pe și de pe jantă. Brațul oscilant permite apropierea sau depărtarea față de marginea jantei a capului de montare/demontare. Glisiera verticală este prevăzută cu arc și mâner de blocare, iar rolul acesteia este să permită așezarea și menținerea în poziție fixă a capului de montare/demontare.

#### Sistem de aer comprimat
Sistemul de aer comprimat furnizează aer comprimat pentru umflarea anvelopelor. Acesta este format din: furtun de aer, manometru, pedală de umflare și supapa manuală de eliberare a presiunii. Furtunul de permite circulația aerului sub presiune către anvelopă. Acesta este prevăzut cu un cap special pentru a facilita fixarea pe ventilul roții. Manometrul afișează presiunea din interiorul anvelopei atunci când furtunul este conectat la ventil. Pedala de umflare este acționată pentru umflarea anvelopelor. La ridicarea pedalei de umflare, aerul sub presiune este eliberat prin supape aflate în apropierea clemelor de prindere pentru a realiza umflarea. Supapa de eliberare a presiunii este de regulă amplasată în apropierea manometrului și permite dezumflarea manuală a anvelopei.

#### Platoul rotativ și clemele de jantă
Ansamblul de platou rotativ și cleme de jantă fixează și rotesc janta pentru montarea și demontarea pneurilor. Acest sistem este amplasat deasupra pedalelor și dedesubtul mecanismului de montare/demontare. Platoul rotativ are forma literei X sau formă circulară. La marginea platoului rotativ se află clemele de jantă. Aceste componente acționate pneumatic se deplasează simultan pentru a asigura fixarea roților de diferite dimensiuni.

#### Sistem de desfacere a talonului anvelopei
Sistemul de desfacere a talonului anvelopei este amplasat de obicei în partea dreaptă a aparatuilui de dejantat. Sistemul constă într-un braț mobil care are prevăzut în capăt o piesă metalică în formă de lopată. Aceasta pivotează pentru realiza desprinderea talonului anvelopei de marginea jantei. În partea opusă piesei metalice sunt amplasate tampoane de cauciuc pentru a proteja roata de zgârieturi în timpul procedurii de desfacere.

## Schimbarea anvelopei

#### Cum se realizează demontarea[5]unei anvelope folosind o mașină de dejantat roți:
Procesul de montare și demontare a unui pneu de pe janta roții se realizează etapizat și implică o serie de acțiuni succesive care au rolul de a menține mecanicul în siguranță și de a elimina riscul defecțiunilor asupra anvelopei, jantei sau echipamentului. Iată care sunt pașii ce trebuie urmați pentru demontarea unei anvelope folosind o mașină de dejantat roți:
1. Se demontează roata de pe autovehicul.
2. Dacă roata nu era dezumflată, se procedează la eliberarea presiunii din interiorul anvelopei.
3. Roata se așează în dispozitivul de desfacere a talonului anvelopei. Se vor desprinde de jantă ambele taloane ale anvelopei.
4. Roata se plasează pe platoul rotativ și se fixează clemele de jantă prin acționarea pedalei aferente.
5. Se coboară glisiera până la nivelul optim pentru apropierea capului de montare/demontare la marginea jantei.
6. Cu ajutorul unui levier, se ridică marginea pneului peste capul de montare/demontare.
7. Prin acționarea pedalei de rotire a platoului concomitent cu aplicarea de presiune pe levier talonul anvelopei va trece treptat de marginea jantei.
8. Operațiunea se repetă pentru talonul anvelopei din partea de jos pentru desfacerea completă a anvelopei.

#### Cum se realizează montarea[7]unei anvelope folosind o mașină de dejantat roți:
1. Se așază janta pe platoul rotativ și se fixează clemele de jantă prin acționarea pedalei aferente.
2. Se aplică adezivul special pentru cauciuc pe talonul anvelopei și pe marginea jantei.
3. Anvelopa se așează înclinat pe jantă și se coboară glisiera, apoi se apropie capul de montare/demontare până la marginea jantei.
4. După poziționarea anvelopei pe marginea capului de montare/demontare se acționează pedala platoului rotativ și aplicând presiune manuală talonul de jos al anvelopei va trece sub marginea jantei ca urmare a mișcării de rotație.
5. Operațiunea se repetă pentru talonul de sus al anvelopei, aplicând presiune manuală în timpul mișcării de rotație.
6. Capul furtunului de aer se montează pe supapa roții și se introduce aer sub presiune până când se aud pocnetele care denotă lipirea taloanelor anvelopei de marginile jantei.
7. Se montează ventilul în supapa roții și se continuă umflarea până când manometrul afișează presiunea recomandată de producător.

### Braț auxiliar pentru anvelope run-flat
Unele modele de mașini de dejantat roți sunt echipate cu braț auxiliar pentru anvelope run-flat. Brațul ajutător este util pentru desprinderea completă a talonului anvelopei astfel încât să se evite deteriorarea sistemului de senzori sau eventuale inele de sprijin montate pe roată. Totodată, brațul auxiliar este folosit pentru a aplica presiune uniformă pe anvelopă în momentul montării pe jantă.